# Chmielów (województwo lubelskie)
Chmielów – wieś w Polsce położona w województwie lubelskim, w powiecie parczewskim, w gminie Dębowa Kłoda nad rzeką Piwonią.
Przez miejscowość przebiega droga wojewódzka nr 818.
Wieś szlachecka położona była w drugiej połowie XVI wieku w powiecie lubelskim województwa lubelskiego. W latach 1975–1998 miejscowość administracyjnie należała do województwa bialskopodlaskiego.
Wieś stanowi sołectwo w gminie Dębowa Kłoda. Według Narodowego Spisu Powszechnego z roku 2011 wieś liczyła 198 mieszkańców.
Wierni Kościoła rzymskokatolickiego należą do parafii św. Jana Chrzciciela w Parczewie.

## Historia
Chmielów w roku 1432 „Chmelowo”, historycznie wieś w powiecie lubelskim parafii Parczew, przy czym z położenia wynika że połowa wsi leżała w XV-XVI wieku w Księstwie Litewskim. Wieś stanowiła własność szlachecką, w roku 1432 dziedzicem Jan Wierzba. W roku 1529 dziesięciny z całej wsi w wymiarze 3 ½ grzywny zostały przywłaszczone przez wikariuszy krasnostawskich, dzierżawione przez plebana parczewskiego (Liber Rataxationum 443). Według registru poborowego z lat 1531–1533 płaci tu szlachta bez kmieci, z części Szymona względnie Jana pobór z 1 łana, młyna o 1 kole (Rejestr Poborowy). W roku 1546 wieś graniczy z Wielkim Księstwem Litewskim.
Już w XVIII wieku osadnictwo przekroczyło rzekę Piwonię tworząc jakby drugą część miejscowości.
Tutejsza szlachta przyjęła w części nazwisko Chmielowski, w pierwszej połowie XVII wieku sprzedali dobra wsi dziedzicowi pobliskiego Opola Aleksandrowi Kopciowi. Następnie w 1756 roku dobra te kupił Józef Sierakowski, strażnik wielki koronny i następnie przekazał bądź sprzedał dobra Chmielów swemu zięciowi Kajetanowi Bentkowskiemu. Kolejnym właścicielem wsi był Roch Bentkowski.
Według zapisków z 1787 roku w obu częściach wsi mieszkało 176 osób, w tym 13 Żydów.
Chmielów w wieku XIX stanowił wieś i folwark tej nazwy nad rzeką Piwonią w powiecie włodawskim, gminie Dębowa Kłoda, parafii w Parczewie, mające ówcześnie 1878 mórg rozległości (w tym 1047 mórg dworskich), glebę żytnią, Wieś zabudowana 32 domami posiadała 221 mieszkańców z tych 56 wyznania rzymskokatolickiego.
Rzeka Piwonia dzieli tę wieś na część północną która się zowie „Koroną” i na część południową, zwaną „Litwą” według podania historycznego rzeczka ta odgraniczała tu Koronę od Litwy, a za dowód tego służyć mają znajdywane w niej duże kamienie, jakoby graniczne.
Według spisu z roku 1827 Chmielów posiadał 31 domów zamieszkałych przez 138 mieszkańców.
W 1927 roku wybudowano tu szkołę. W latach siedemdziesiątych powstała tu Ochotnicza Straż Pożarna oraz kino, a także biblioteka, która funkcjonuje do dzisiaj. Zabytkami w Chmielowie są liczne drewniane domy pochodzące z XIX wieku. Jest też figurka przydrożna z 1770 roku, postawiona na czworobocznym cokole rzeźba kamienna św. Jana Nepomucena.